# Enantiomerni višak
U stereohemiji, enantiomerni višak je mera čistoće koja se koristi za hiralne supstance. On odražava stepen u kome uzorak sadrži jedan enantiomer u većim količinama od drugog. Racemična smeša ima enantiomerni višak od 0%, dok jedan potpuno čist enantiomer ima višak od 100%. Uzorak sa 70% jednog enantiomera i 30% drugog ima enantiomerni višak od 40% (70% − 30%).

## Definicija
Enantiomerni višak je definisan kao apsolutna razlika između molske frakcije svakog enantiomera:
{\displaystyle \ ee=|F_{R}-F_{S}|}
gde
{\displaystyle \ F_{R}+F_{S}=1}
U praksi se najčešće izražava kao procenat enantiomernog viška.

| {\displaystyle \ \%ee=({\|}F_{R}-F_{S}{\|}\times 100)\ } | \| \| \| \| \| \| \| \| | (1) |
|                                                          |                         |     |
|                                                          |                         |     |
Enantiomerni višak se može odrediti na drugi način ako se zna količina svakog proizvedenog enantiomera. Ako se znaju molovi svakog proizvedenog enantiomera, onda:

| {\displaystyle \ \%ee=((R-S)/(R+S)\times 100)\ } | \| \| \| \| \| \| \| \| | (2) |
|                                                  |                         |     |
|                                                  |                         |     |
Enantiomerni višak se koristi kao jedan od pokazatelja uspeha asimetrične sinteze. Za mešavine dijastereomera, postoje analogne definicije i upotrebe za dijastereomerni višak i procenat dijastereomernog viška.
Kao primer, uzorak sa 70% R izomera i 30% S će imati procenat enantiomernog viška od 40. Ovo se takođe može smatrati mešavinom 40% čistog R sa 60% racemske smeše (što doprinosi polovina 30 % R i druga polovina 30 % S na ukupnu kompoziciju).
Ako se dat enantiomerni višak {\displaystyle \ \%ee} smeše, udeo glavnog izomera, recimo R, može se odrediti korišćenjem {\displaystyle \ F_{R}=50+(\%ee/2)} i manjeg izomera {\displaystyle \ F_{S}=50-(\%ee/2)}.
Neracemska mešavina dva enantiomera će imati neto optičku rotaciju. Moguće je odrediti specifičnu rotaciju smeše i, uz poznavanje specifične rotacije čistog enantiomera, može se odrediti optička čistoća.
optička čistoća (%) = [α]obs/[α]max × 100
U idealnom slučaju, doprinos svake komponente smeše ukupnoj optičkoj rotaciji je direktno proporcionalan njenoj molskoj frakciji, i kao rezultat toga, numerička vrednost optičke čistoće je identična enantiomernom višku. Ovo je dovelo do neformalne upotrebe dva termina kao zamenljivih, posebno zato što je optička čistoća bila tradicionalni način merenja enantiomernog viška. Međutim, druge metode kao što su hiralna kolonska hromatografija i NMR spektroskopija sada se mogu koristiti za merenje količine svakog enantiomera pojedinačno.
Idealna ekvivalencija između enantiomernog viška i optičke čistoće ne važi uvek. Na primer,
- utvrđeno je da specifična rotacija (S)-2-etil-2-metil jantarne kiseline zavisi od koncentracije
- u onome što je poznato kao Horov efekat[3] odnos između enantiomernog viška zasnovanog na molu i onog zasnovanog na optičkoj rotaciji može biti nelinearan i.d. u primeru jantarne kiseline optička aktivnost pri 50% enantiomernog viška je niža od očekivane.
- specifična rotacija enantiosiromašnog 1-feniletanola može biti poboljšana dodatkom ahiralnog acetofenona kao nečistoće.[4]

Pojam enantiomernog viška uveli su 1971. Morison i Mošer u svojoj publikaciji Asimetrične organske reakcije. Upotreba enantiomernog viška se uspostavila zbog njegovih istorijskih veza sa optičkom rotacijom. Predloženo je da bi koncept enantiomernog viška trebalo zameniti konceptom er koji predstavlja enantiomerni odnos ili er (S:R)  ili q (S/R) jer je određivanje optičke čistoće zamenjeno drugim tehnikama koje direktno mere R i S i zato što pojednostavljuje matematičke tretmane kao što je izračunavanje konstanti ravnoteže i relativnih brzina reakcija. Isti argumenti važe za promenu dijastereomernog viška (de) u dijastereomerni odnos (dr).